# Obi-Wan Kenobi (TV-serie)
Obi-Wan Kenobi är en amerikansk TV-serie från 2022. Serien är en del av Star Wars-franchisen och är baserad på karaktären med samma namn skapad av George Lucas. Den är regisserad av Deborah Chow, med manus skrivet av Joby Harold, Hossein Amini, Stuart Beattie, Hannah Friedman och Andrew Stanton.
Serien hade premiär den 27 maj 2022 på streamingtjänsten Disney+ och består av sex avsnitt.

## Handling
Seriens början utspelar sig tio år efter de dramatiska händelserna i Star Wars: Episod III – Mörkrets hämnd (2005). Där Obi-Wan Kenobi fick vara med om förlusten av sin bästa vän och Jediriddaren Anakin Skywalker som blev den onde Darth Vader.

## Rollista (i urval)
- Ewan McGregor – Obi-Wan Kenobi
- Hayden Christensen – Darth Vader
- Joel Edgerton – Owen Lars
- Rupert Friend – Grand Inquisitor
- Sung Kang – Fifth Brother
- Moses Ingram – Reva Sevander / the Third Sister
- Jimmy Smits – Bail Organa
- Simone Kessell – Breha Organa
- Vivien Lyra Blair – Leia Organa